# かなざわ食マネジメント専門職大学
かなざわ食マネジメント専門職大学（かなざわしょくマネジメントせんもんしょくだいがく、英語: Kanazawa Professional University of Food Management）は、石川県白山市横江町5250に本部を置く私立の専門職大学である。略称は食マネ。 

## 概略
専門産業の発展に貢献できる職業人の育成を建学の精神とし、食の未来を拓く大学教育を実践し社会に貢献することを方針とする。

## 沿革
- 2020年10月22日 - 文部科学省より認可[1]
- 2021年 開学

## 学部・学科
- フードサービスマネジメント学部
  - フードサービスマネジメント学科（定員40名：総定員160名）